# 자니 클레그

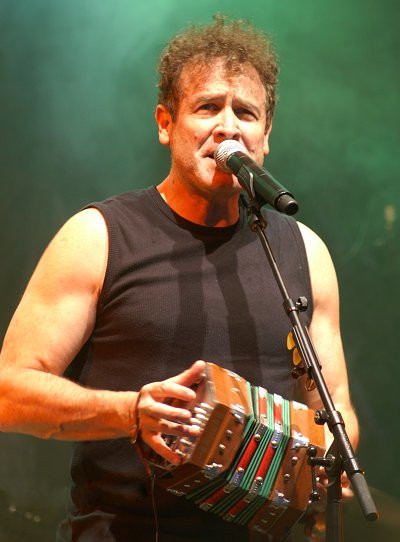

자니 클레그(Johnny Clegg, 1953년 6월 7일 ~ 2019년 7월 16일)는 영국 랭커셔주 로치데일 (맨체스터 부근)에서 출생한 남아프리카 공화국의 인기 뮤지션이다.
그리고 자신이 결성한 밴드인 줄루카와 사부카에서 음반을 발표하며 활동하기도 했다. 그는 남아프리카 공화국 대중음악계 역사에서 아주 중요한 인물중의 하나이며, 노래의 가사에 줄루어와 영어를 혼합해서 사용하였기 때문에 종종 Le Zoulou Blanc(하얀 줄루족 / The White Zulu)라고 부르기도 한다.
또한 그의 음악은 아프리카의 음악과 유럽의 음악, 켈틱 음악의 스타일이 함께 섞여있다.